# 華南婚禮
多數的華南婚禮遵循中式婚禮傳統，但保有中國南方（包含福建省、廣東省、廣西省、香港特區、台灣與東南亞華人社區）的特色。

## 外部連結
- Chinese Wedding Tradition and Customs Archive.today的存檔，存档日期2013-01-19